# Gerhard Schulz (Schiedsrichter)
Gerhard Schulz (* 26. Juni 1906 in Leipzig; † 10. Januar 1969 in Berlin) war ein deutscher Fußballschiedsrichter. Er war nach 1945 maßgeblich am Aufbau des Schiedsrichterwesens in der sowjetischen Besatzungszone und der DDR beteiligt und der erste FIFA-Schiedsrichter des DFV.

## Karriere bis 1945
Schulz erlernte in Leipzig den Beruf des Buchdruckers und brachte es bis zu seinem Umzug nach Dresden im Jahre 1936 bis zum stellvertretenden Setzereileiter in der Firma Schelter & Giesecke. 1924 legte er seine Schiedsrichterprüfung ab. Seine nachfolgenden Leistungen waren so ansprechend, dass er mit gerade einmal 26 Jahren am 28. Mai 1933 in Leipzig das Halbfinale um die deutsche Meisterschaft zwischen Schalke 04 und dem TSV 1860 München leitete. In der Folge wurde Schulz im September 1933 zum Schiedsrichter-Chef in Leipzig ernannt und kümmerte sich nun neben dem Beruf und dem Pfeifen von Spielen um das Anwerben, Ausbilden und Ansetzen von Schiedsrichtern. Nachdem Schulz einigen Bekanntheitsgrad erreicht hatte, entschloss er sich, beim Reichsbund für Leibesübungen eine Bewerbung als Sachbearbeiter abzugeben. Diese war erfolgreich und so zog Schulz nach Dresden, um dort als Sachbearbeiter des Reichsbundes, verantwortlich für Fußball, Handball und Leichtathletik im Gau Sachsen, zu arbeiten. Gleichzeitig betreute er das Schiedsrichterwesen im Gau Sachsen neben seinem eigenen Amt als Schiedsrichter und schrieb regelmäßig Fachartikel für die von Carl Koppehel geleitete Schiedsrichter-Zeitung. Um seine Position zu festigen, trat Schulz 1937 der NSDAP bei (Mitgliedsnummer 5.876.551). In der Folgezeit entwickelte sich Schulz zu einem Spitzenschiedsrichter, der auch bald für vier Jahre auf der FIFA-Liste stand. Schulz pfiff nun regelmäßig auch Spiele im Tschammerpokal und mindestens 10 Spiele in der Endrunde um die deutsche Meisterschaft, darunter noch ein weiteres Halbfinale und ein Spiel um Platz 3. Vorläufiger Höhepunkt war dabei die Spielleitung des Meisterschaftsfinales der Saison 1938/39 zwischen Schalke und Admira Wien, welches 9:0 endete. Die Einberufung zur Wehrmacht im Jahr 1941 beendete vorerst die Schiedsrichterkarriere von Gerhard Schulz, ohne dass er bis dahin ein Länderspiel geleitet hatte. Im November 1942 gehört er dabei neben Peco Bauwens, Robert Beinlich, Fritz Bouillon, Helmut Fink, Albert Müller, Adolf Miesz, Alois Pennig, Wilhelm Raspel, Adolf Reinhardt, Fritz Rühle und Egon Zacher zu mitten im Krieg zwölf der FIFA gemeldeten deutschen Schiedsrichter für mögliche Länderspiele.

## Nachkriegskarriere
Nach kurzer, 14-tägiger amerikanischer Kriegsgefangenschaft im bayrischen Durchgangslager Weilheim kehrte Schulz in seine sächsische Heimat nach Dresden zurück. An einen Sportbetrieb war zunächst nicht zu denken. Schulz arbeitete zunächst als Hilfsschlosser, später als Zeichner für das Dresdener Hygiene-Museum sowie als Vertreter für Leuchtreklame. Erst im Frühjahr 1948 kam Schulz auch im Fußball wieder zum Zuge, allerdings in anderer Funktion. Er war maßgeblich an der Durchführung der ersten Fußballmeisterschaft in der Sowjetischen Besatzungszone beteiligt, ohne allerdings selbst ein Spiel zu pfeifen. Daran schloss sich eine Anstellung beim sächsischen Landessportbund als offizieller Schiedsrichter-Lehrer an. Daraufhin führte Schulz im Juni 1948 in Oppach einen ersten Lehrgang für sächsische Schiedsrichter durch. Nunmehr leitete er in Sachsen für die Saison 1948/49 auch wieder den Spielbetrieb und setzte die Schiedsrichter an. Im April 1949 wurde Schulz vom mittlerweile gegründeten Deutschen Sportausschuss damit beauftragt, den ersten zentralen Schiedsrichterlehrgang für die sowjetische Besatzungszone in der frisch eingeweihten Sportschule Leipzig-Rosental zu organisieren und durchzuführen. Ziel war es dabei vor allem, unterschiedliche Regelauslegungen in den einzelnen Ländern der SBZ zu beseitigen. Im selben Jahr pfiff Schulz auch wieder Meisterschaftsspiele, sogar in Ost und West. Da Berlin noch keinen geteilten Spielbetrieb aufwies, war es Schulz möglich, am 12. Juni 1949 im Berliner Olympiastadion das Viertelfinale der Westdeutschen Meisterschaft zwischen dem Berliner SV 92 und Borussia Dortmund zu pfeifen. Wenig später pfiff er am 26. Juni 1949 das Finale der Ostzonenmeisterschaft 1949 in Dresden. Seine Qualitäten als Spielbetrieborganisator und Schiedsrichter blieben dem Deutschen Sportausschuss nicht verborgen, Schulz wurde dementsprechend ab dem 1. Juli 1949 hauptamtlich als Schiedsrichter-Lehrer des DS angestellt. Wenige Monate später wurde er zudem noch zum alleinigen Leiter der Sparte Fußball im DS ernannt. Schulz
ging nun voll in seiner Tätigkeit auf, er schuf unter anderem die erste Spiel-, Schiedsrichter- und Rechtsordnung des DS. Darüber hinaus erstellte er den Spielplan der gerade gestarteten Oberliga, besetzte die Spiele mit Schiedsrichtern, kümmerte sich um das Schiedsrichterbeobachtungswesen und legte die Spielsperren für des Feldes verwiesene Spieler fest. All diese Funktionen waren zu dieser Zeit in der Person Gerhard Schulz vereint, Funktionen, die in heutigen hohen nationalen Spielklassen in verschiedenen Gremien wahrgenommen werden.
Er leitete die Finalspiele im FDGB-Pokal in den Spielzeiten 1949/50 und 1954/55.
Schulz war in der Qualifikation zur Weltmeisterschaft 1954 und in der Qualifikation zur Weltmeisterschaft 1958 im Einsatz.